# Alan Landsburg
Alan William Landsburg (ngày 10 tháng 5 năm 1933 – ngày 13 tháng 8 năm 2014) là một nhà biên kịch, nhà sản xuất và đạo diễn truyền hình người Mỹ. Ông là người sáng lập kiêm Giám đốc điều hành của Công ty Landsburg và từng tham gia sản xuất hơn 50 bộ phim trong tuần. Ông đã có hơn 2000 giờ kinh nghiệm sản xuất truyền hình.

## Tiểu sử

### Thiếu thời
Alan Landsburg chào đời ngày 10 tháng 5 năm 1933 tại White Plains, New York. Cha là Harry Landsburg và mẹ tên Fannie (Koslowe) Landsburg. Ông tốt nghiệp Đại học New York với tấm bằng chuyên ngành Truyền thông. Ông ngay lập tức được nhập ngũ do Chiến tranh Triều Tiên và được bổ nhiệm làm biên kịch kiêm đạo diễn cho Mạng lưới Phát thanh Quân đội (Army Radio Network).

### Sự nghiệp
Dựa trên kinh nghiệm của mình tại Mạng lưới Phát thanh Quân đội, ông bắt đầu sự nghiệp viết và đạo diễn các chương trình truyền hình ở Manhattan, sau đó chuyển đến California vào thập niên 1960. Từ đầu những năm 1960 đến giữa những năm 1970, ông trở thành nhà sản xuất phim tài liệu. Bộ phim của ông, Kennedy, The First Thousand Days đã nhận được sự hoan nghênh nhiệt liệt tại Hội nghị Quốc gia Đảng Dân chủ năm 1964. Cùng với David Wolper, ông đã đi tiên phong trong thể loại phim tài liệu dài tập. Thành tựu của ông bao gồm:
- Biography – viết kịch bản, đạo diễn và/hoặc sản xuất 65 tập do Mike Wallace dẫn chương trình.[2]
- National Geographic Specials
- The World of Jacques Cousteau[2]—Điều hành viên của Landsburg đã sản xuất mùa đầu tiên của chương trình tài liệu khám phá thủy sinh mang tính bước ngoặt này, sau này được đổi tên thành The Undersea World of Jacques Cousteau.
- Alaska Wilderness Lake[2]—Một bộ phim tài liệu năm 1971 đã được đề cử cho Giải Oscar.
- In Search of...—Ra mắt vào năm 1976, loạt phim khám phá những điều huyền bí và do Leonard Nimoy dẫn chương trình.

Năm 1980, ông đã tạo ra một trong những chương trình thực tế đầu tiên, That's Incredible!.
Ông cũng là nhà điều hành sản xuất rất nhiều phim điện ảnh truyền hình, nhiều phim dựa trên những câu chuyện có thật và giải quyết các vấn đề xã hội quan trọng. Đáng chú ý gồm có:
- Bill -- Mickey Rooney đã giành được giải Emmy và Giải Quả cầu Vàng cho vai diễn Bill Sackter, người bị giam giữ từ năm 7 tuổi và đấu tranh để tái hòa nhập xã hội khi anh ta được thả gần 45 năm sau.[2][9]
- Adam—Kể lại câu chuyện về Adam Walsh bị bắt cóc từ một trung tâm mua sắm ở Florida. Bộ phim gây chú ý về việc những đứa trẻ bị bắt cóc bị các cơ quan chính phủ liên bang theo dõi kém như thế nào. Nó đã thúc đẩy sự thành lập của Trung tâm Quốc gia về Trẻ em Mất tích và Bị bóc lột, và dẫn đến việc thông qua Đạo luật An toàn và Bảo vệ Trẻ em Adam Walsh vào tháng 7 năm 2006. Vì thẳng thắn bênh vực những trẻ em mất tích và bị bóc lột, cha của Adam, John Walsh, đã trở thành người của công chúng, và giờ đây có lẽ được biết đến nhiều nhất với tư cách là người dẫn chương trình truyền hình America's Most Wanted của FOX.
- The Ryan White Story[2]—Làm nổi bật sự phân biệt đối xử của một thanh niên mắc bệnh máu khó đông, người mắc bệnh AIDS do truyền máu và thúc đẩy lòng khoan dung đối với trẻ em bị AIDS.
- A Mother's Right: The Elizabeth Morgan Story—tập trung vào quãng thời gian mà một người mẹ sẽ phải làm nhằm bảo vệ con gái mình mà cô tin rằng đã bị chồng cũ lạm dụng tình dục.

Người vợ quá cố của ông, Linda Otto, đã sản xuất và/hoặc đạo diễn nhiều tác phẩm tài liệu có liên quan đến xã hội này.
Năm 1970, ông thành lập công ty sản xuất của riêng mình mang tên Alan Landsburg Productions, sau này sáp nhập vào Reeves Entertainment Group. Các bộ phim hài tình huống Gimme a Break và Kate & Allie đều được sản xuất dưới các biểu ngữ của các công ty này. Năm 1985, ông thành lập Công ty Landsburg.

### Sách
- 1974 In Search of Ancient Mysteries
- 1975 The Outer Space Connection
- 1976 In Search of Lost Civilizations ("In Search of Lost Civilisations" bản Vương quốc Anh)
- 1976 In Search of Extraterrestrials
- 1977 In Search of Magic and Witchcraft
- 1977 In Search of Myths and Monsters
- 1977 In Search of Strange Phenomena
- 1978 In Search of Missing Persons
- 1978 Secrets of the Bermuda Triangle
- 1978 The Insects Are Coming
- 1978 Between the Wars
- 1978 In Search of Lost Civilizations, Extraterrestrials, Magic and Witchcraft, Strange Phenomena, Myths and Monsters (bìa cứng tổng hợp "Best Of")
- 1979 Death Encounters (viết chung với Charles Fiore)

### Đua ngựa
Ông nghỉ việc kinh doanh truyền hình vào năm 2001 và theo đuổi thú vui đua ngựa của mình. Ông sở hữu, đua và lai tạo hơn bốn trăm con thuần chủng từ năm 1976 đến năm 2014.
Alan Landsburg còn là giám đốc sáng lập của tổ chức Chủ sở hữu Ngựa Thuần chủng California, ông là đồng tác giả của cuốn Sổ tay Chủ sở hữu Ngựa Thuần chủng California. Năm 2002, ông giữ chức vụ ủy viên và chủ tịch Ủy ban Đua ngựa California. Ông cũng từng là thành viên của Hội đồng Quản trị Hiệp hội Đua ngựa Thuần chủng Quốc gia.

### Đời tư
Ông kết hôn với Sally (Breit) Landsburg. Họ có với nhau ba người con: Valerie Landsburg, Shana Landsburg, Michael Landsburg. Hai người hiện đã ly dị. Sau đó ông tái hôn với Linda Otto, một nhà sản xuất phim tài liệu đã qua đời năm 2004. Họ cư trú tại Beverly Hills, California.

### Cái chết
Alan Landsburg mất ngày 13 tháng 8 năm 2014.